# Гай Помптин
Гай Помпти́н (лат. Gaius Pomptinus; родился около 103 — умер после 50 гг. до н. э.) — римский военачальник и политический деятель, претор 63 года до н. э. Правил Нарбонской Галлией и за победу над аллоброгами был удостоен триумфа, которого, правда, добился с большим трудом (54 год до н. э.). В 51—50 годах до н. э. был легатом при наместнике Киликии Марке Туллии Цицероне.

## Биография
Учитывая требования Корнелиева закона, определившего минимальные временные промежутки между высшими магистратурами, и дату претуры Гая Помптина, исследователи относят его рождение приблизительно к 103 году до н. э. Первые упоминания о нём в сохранившихся источниках относятся к 71 году до н. э.: тогда Гай был легатом в армии Марка Лициния Красса, сражавшегося со Спартаком. В Лукании, перед сражением с повстанцами, которых возглавляли Ганник и Каст, Красс направил в обход 12 когорт во главе с Помптином и Квинтом Марцием Руфом; ударив врагу в тыл, этот отряд обеспечил римлянам полную победу.
В 63 году до н. э. Помптин занимал должность претора и в этом качестве поддержал консула Марка Туллия Цицерона в его борьбе с заговором Катилины. В частности, в ночь на 3 декабря именно Гай вместе со своим коллегой Луцием Валерием Флакком арестовал на Мульвийском мосту послов аллоброгов, при которых была найдена важнейшая улика — письмо катилинариев, раскрывавшее их замыслы. Благодаря этому Цицерон смог добиться от сената решения о немедленной казни заговорщиков.
После претуры Помптин стал наместником Нарбонской Галлии с империем пропретора. В 61 году до н. э. началась война с аллоброгами, совершавшими набеги на провинцию. Сначала войсками командовали легаты Помптина, которые вели бои с переменным успехом; наконец, наместник сам возглавил армию и у города Солоний принудил аллоброгов к капитуляции. По словам Цицерона, Помптин «закончил в несколько сражений внезапно вспыхнувшую войну, вызванную преступным заговором, покорил тех, кто ее начал, и, удовлетворенный этой победой, избавив государство от страха, ушел на отдых». Но полномочия наместника предположительно были продлены на 60 год до н. э., и только в 59 году Помптин вернулся в Италию
Прибыв в окрестности Рима, Помптин потребовал триумфа. В этой почести ему было отказано из-за сопротивления народного трибуна Публия Ватиния. Пятью годами позже Гай снова вспомнил о своих претензиях. На этот раз его поддержали один из консулов (Аппий Клавдий Пульхр) и один из преторов (Сервий Сульпиций Гальба, который сам воевал с аллоброгами под началом Гая). Против триумфа выступили преторы Марк Порций Катон и Публий Сервилий Исаврик, а также народный трибун Квинт Муций Сцевола. Помптин всё же был удостоен почести, которой так долго добивался, но Катон и Исаврик заявили, что закон, предоставивший Помптину на один день военную власть в городе как обязательное условие для триумфа, был принят с нарушениями, и что соответственно торжественный въезд в город не может состояться. Не найдя поддержки у сената, они преградили путь триумфатору у ворот столицы со стороны Марсова поля. Гай Помптин всё-таки смог въехать в город в составе праздничной процессии, но дело дошло до уличных столкновений, во время которых пролилась кровь (3 ноября 54 года до н. э.).
В 51 году до н. э. Помптин был назначен легатом при проконсуле Киликии Марке Туллии Цицероне. Для последнего, принявшего назначение против воли, было большой удачей получить в легаты опытного полководца и наместника, но Помптин тоже не хотел ехать в Киликию. Цицерон ждал его в Брундизии и уплыл на восток, не дождавшись; Гай догнал его в Афинах в конце июня. По прибытии в Киликию Помптин участвовал в войнах с местными племенами: в частности, он командовал одной из трёх колонн при штурме горы Аман 13 октября. Уже в феврале 50 года до н. э. в связи с какими-то «чрезвычайно важными делами» Помптин уехал обратно в Рим, хотя Цицерон не хотел его отпускать.
Последнее упоминание о Гае Помптине относится к концу 50 года до н. э. Цицерон в письме к своему другу Аттику отмечает, что его легат сразу по возвращении пересёк священную границу Рима, а значит, не счёл вероятным триумф над киликийцами.